# Aemocia griseomarmorata
Aemocia griseomarmorata är en skalbaggsart som beskrevs av Stefan von Breuning 1970. Aemocia griseomarmorata ingår i släktet Aemocia och familjen långhorningar. Inga underarter finns listade i Catalogue of Life.